# Анамнесис (литургия)
Ана́мнесис (от греч. ανάμνησις — «воспоминание») в христианстве — часть евхаристической молитвы (анафоры), на которой вспоминаются дела истории спасения человечества, в том числе Тайная Вечеря. Название происходит от слов Иисуса Христа, сказанных во время Тайной Вечери: «Сие творите в моё воспоминание (анамнесис)» (Лк. 22:19; 1Кор. 11:24). В состав анамнесиса входят установительные (тайноустановительные) слова. Анамнесис может присутствовать и в других внелитургических богослужениях.
Следы анамнесиса как части евхаристической молитвы прослеживаются со времени Юстина Философа.
В западной христианской традиции анамнесис, как правило, следует за эпиклезой, в то время, как в анафорах восточных обрядов (византийского, западно-сирийского, восточно-сирийского и др.) анамнесис предшествует эпиклезе (призыванию Духа Святого на Дары).
Анамнесис имеет корни в ветхозаветной пасхальной вечере, на которой участники переживали события Исхода народа Израиля из Египта. Анамнесис присутствует уже в самых ранних христианских анафорах.

## Анамнесис и установительные слова
Анамнесис и установительные слова образуют неразрывное целое, однако анамнесис может быть шире установительных слов, поскольку кроме слов Иисуса Христа включает в себя воспоминание обо всех этапах истории спасения, начиная с сотворения мира и заканчивая крестной смертью и воскресением Христа.

## Текст

### Византийский обряд
В византийском обряде текст анамнесиса перед установительными словами читается священником тайно, а установительные слова произносятся вслух. Анамнесис литургии Василия Великого почти в пять раз длиннее, чем в литургии Иоанна Златоуста и включает в себя воспоминание как ветхозаветных дел истории спасения, так и подробное воспоминание крестной жертвы Иисуса Христа.
Литургия Иоанна Златоуста (жирным выделены возгласы священника, остальное читается тайно):
С сими и мы блаженными Силами, Владыко Человеколюбче, вопием и глаголем: Свят еси и Пресвят, Ты и Единородный Твой Сын, и Дух Твой Святый. Свят еси и Пресвят, и великолепна слава Твоя! Иже мир Твой тако возлюбил еси, якоже Сына Твоего Единороднаго дати, да всяк веруяй в Него не погибнет, но имать живот вечный. Иже, пришед и все, еже о нас, смотрение исполнив, в нощь, в нюже предаяшеся, паче же Сам Себе предаяше за мирский живот, приемь хлеб во святыя Своя и пречистыя и непорочныя руки, благодарив и благословив, освятив, преломив, даде святым Своим учеником и апостолом, рек:
- Священник: Приимите, ядите, Сие есть Тело Мое, еже за вы ломимое, во оставление грехов.
- Хор: Аминь.
- Священник: Пийте от нея вси, Сия есть Кровь Моя Новаго Завета, яже за вы и за многи изливаемая во оставление грехов.
- Хор: Аминь.
- Священник: Поминающе убо спасительную сию заповедь и вся, яже о нас бывшая: Крест, гроб, тридневное Воскресение, на небеса восхождение, одесную седение, второе и славное паки пришествие Твоя от Твоих Тебе приносяще о всех и за вся.

Анамнесис Василия Великого гораздо больший, в нём повествуется о сотворении первого человека и его грехопадении, даровании Израилю Закона и Пророков, о пришествии Сына Божьего, Его крестной жертве, воскресении и вознесении.

### Римский обряд
В современном римском обряде используются четыре анафоры: традиционный для Латинский церкви Римский канон и три другие анафоры, введённые в XX веке. Анамнесис в римском обряде целиком читается вслух.
Римский канон:
Накануне Своих страданий Он взял хлеб во святые и досточтимые руки Свои, возвел очи к небу, к Тебе, Богу Отцу Своему Всемогущему, и Тебе вознося благодарение, преломил и подал ученикам Своим, говоря:
- Примите и вкусите от него все: ибо это есть тело моё, которое за вас будет предано.

Так же после вечери, взяв эту преславную чашу во святые и досточтимые руки Свои, вновь вознося Тебе благодарение, благословил и подал ученикам Своим, говоря:
- Примите и пейте из неё все: ибо это есть чаша крови моей, нового и вечного завета, которая за вас и за многих прольется во отпущение грехов. Это совершайте в память обо мне.